# تاتابانیا
شهر تاتابانیا (به مجاری: Tatabánya) مرکز استان کوماروم-استرگوم در کشور مجارستان واقع شده‌است. جمعیت این شهر ۷۰٫۵۴۱ نفر است.

## نگارخانه

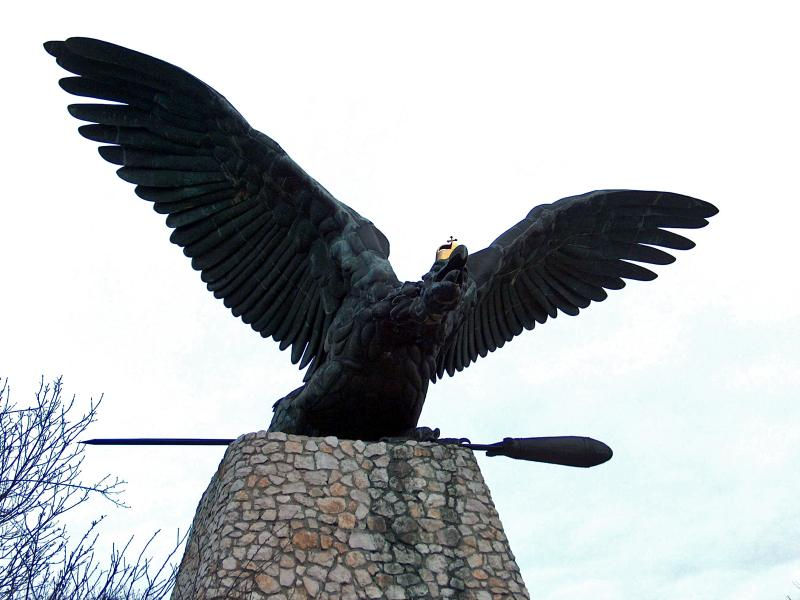
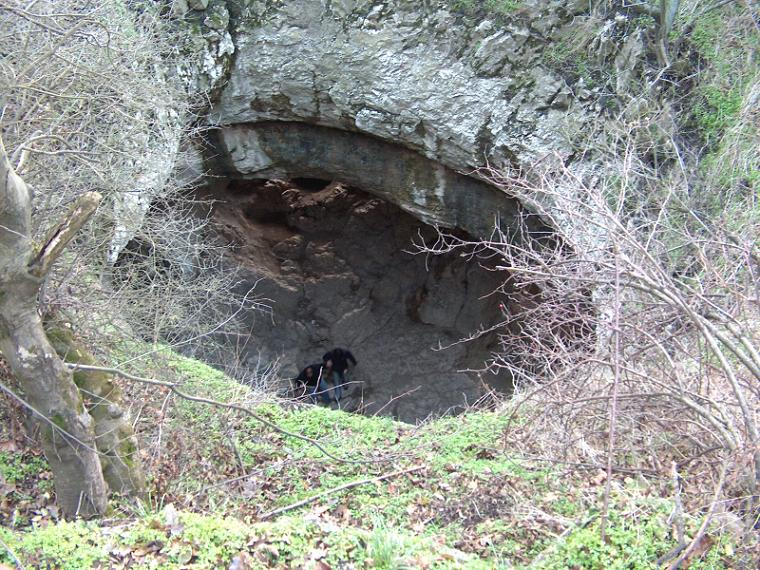
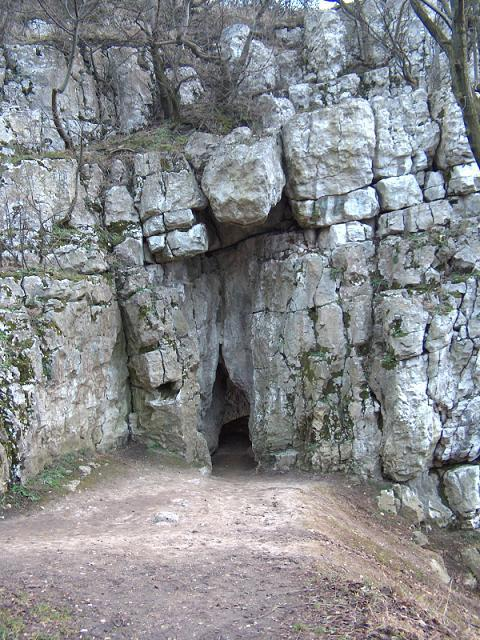

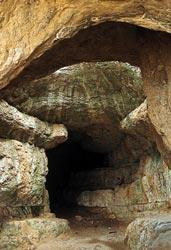
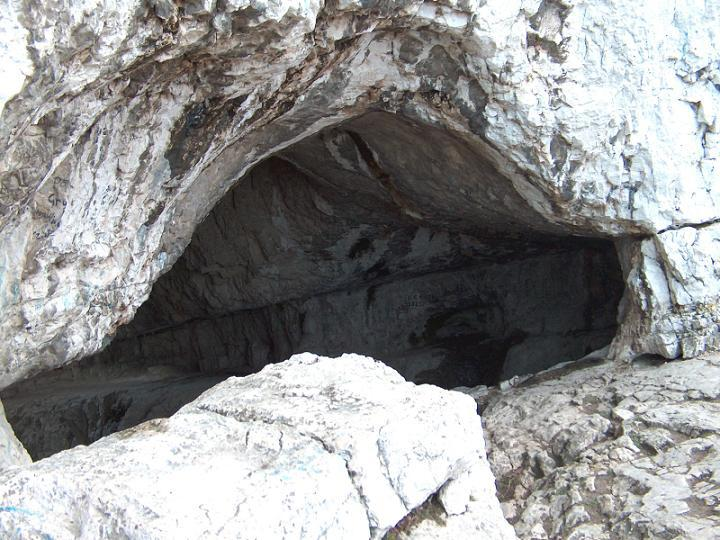